# Hai-Tang
Pour plus de détails, voir Fiche technique et Distribution.
Hai-Tang est un film britannico-franco-allemand de Richard Eichberg et Jean Kemm, sorti en 1930.

## Synopsis
Dans l'Empire russe, un jeune officier et un grand-duc tombent tous deux amoureux d'une jeune Chinoise...

## Fiche technique
- Titre : Hai-Tang
- Réalisation : Richard Eichberg et Jean Kemm
- Scénario : Monckton Hoffe, Ludwig Wolff et Pierre Maudru
- Photographie : Heinrich Gärtner et Bruno Mondi
- Pays de production :  Royaume-Uni,  France, Allemagne  République de Weimar
- Genre : Film dramatique
- Date de sortie : 1930

## Distribution
- Anna May Wong : Hai-Tang
- Marcel Vibert : le grand duc
- Robert Ancelin : Boris Ivanoff
- Armand Lurville : le colonel Mouraview
- Hélène Darly : Yvette
- François Viguier : Viguier
- Gaston Dupray : Pierre Baron, le chanteur
- Claire Roman
- Mona Goya
- Gaston Jacquet